# Hydrocleys
Hydrocleys é um género botânico pertencente à família Limnocharitaceae.
1. ↑  «Hydrocleys — World Flora Online». www.worldfloraonline.org. Consultado em 19 de agosto de 2020